# Aglomeração de Lublin
Aglomeração de Lublin — uma aglomeração urbana monocêntrica no leste da Polônia, na voivodia de Lublin, cobrindo a cidade central de Lublin e as comunas urbanizadas vizinhas. Dependendo do conceito e dos critérios adotados para delimitação da área, afirma-se que a população do aglomerado varia de mais de 400 000 a mais de 600 000 pessoas.

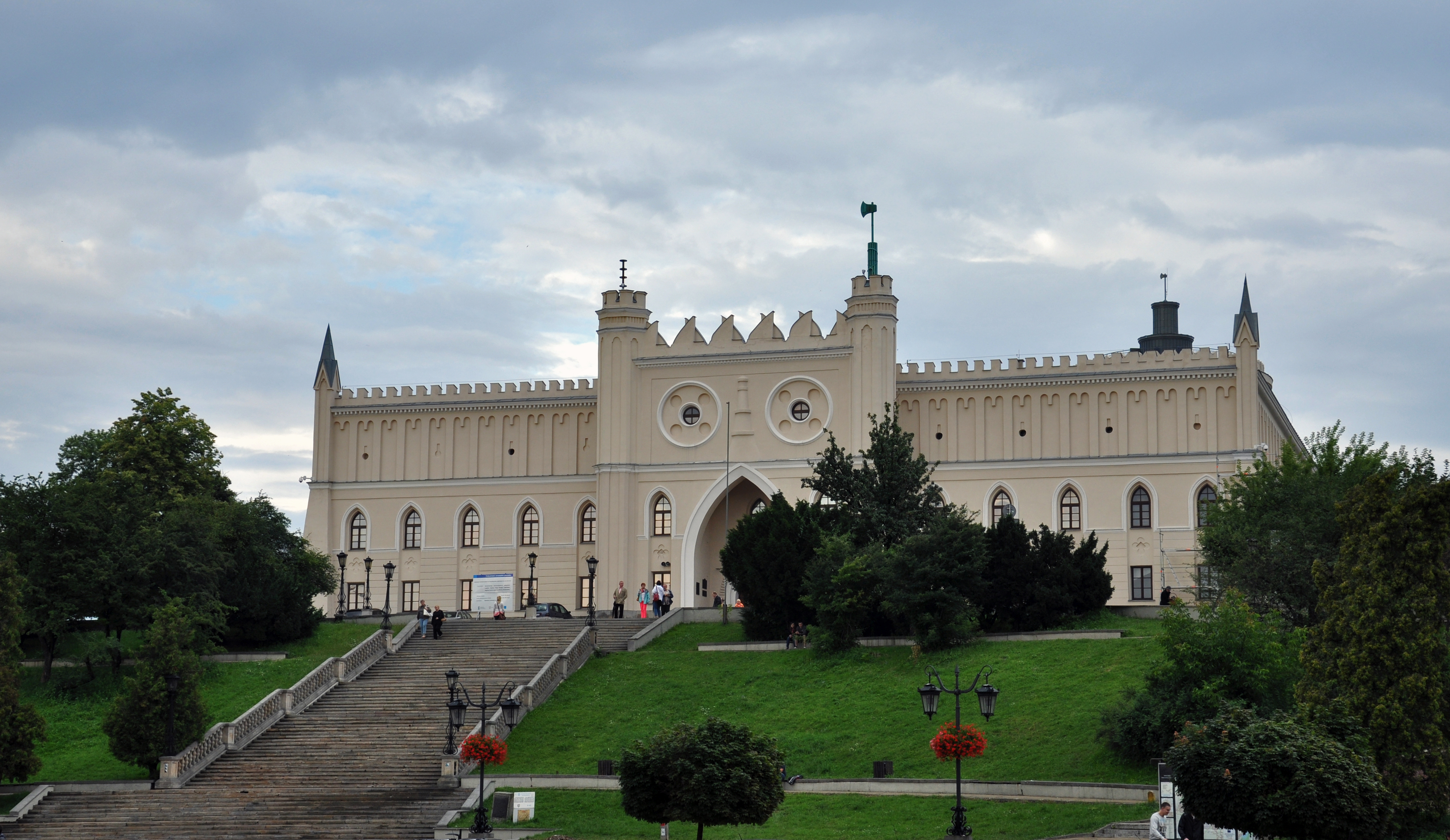
Lublin

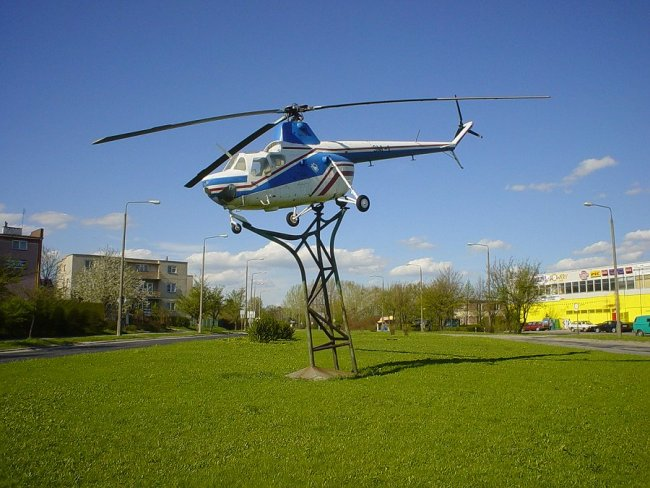
Świdnik

## Conceitos da aglomeração de Lublin

### Plano de zoneamento da voivodia em 2002
Conforme o plano de desenvolvimento espacial da voivodia de Lublin de 2002, no qual foi adotada a perspectiva de 2030, o centro da aglomeração será formado pelo Complexo da Cidade de Lublin (Lublin e Świdnik, com uma população total de mais de 500 000 habitantes). Os centros nodais serão as comunas com o estatuto de cidade em 2002: Bełżyce, Bychawa, Lubartów, Łęczna, Nałęczów e Piaski, e as comunas que não tinham esse estatuto em 2002: Garbów, Kurów e Markuszów (com um total de mais de 90 000 habitantes).
Segundo a Lei de Contratos Públicos de 2002, a área de aglomeração também inclui 29 comunas: Bełżyce, Borzechów, Bychawa, Fajsławice, Garbów, Głusk, Jastków, Jabłonna, Kamionka, Kurów, Konopnica, Lubartów, Ludwin, Łęczna, Mełgiew, Milejów, Markuszów, Nałęczów, Niedrzwica Duża, Niedźwiada, Niemce, Ostrówek, Puchaczów, Piaski, Serniki, Spiczyn, Strzyżewice, Wólka e Wojciechów. No total, em 2030, elas serão habitadas por mais de 200 000 pessoas. Foi previsto que em 2030 a área da aglomeração de Lublin será habitada por mais de 700 000 pessoas.
De acordo com a Lei de Contratos Públicos de 2002, a principal direção do desenvolvimento da aglomeração de Lublin deveria ser elevar Lublin ao nível de um centro de importância europeia (ligando a Polônia à Ucrânia e à Bielorrússia). Os autores da Lei de Contratos Públicos de 2002 optaram pela criação de um estudo espacial da aglomeração, que incluiria, por exemplo, questões de desenvolvimento econômico e proteção da natureza, e seria incluído um plano para criar um “colar verde” em torno da aglomeração.

### Conceito de Swaianiewicz e Klimska de 2005
Em 2005, Paweł Swianiewicz e Urszula Klimska designaram a área de aglomeração com a cidade central de Lublin e as 18 comunas adjacentes. Em 2002, esta área era habitada por 564 000 pessoas. Ao determinar a aglomeração, as áreas adjacentes foram delimitadas, considerando o saldo migratório nos anos 1998–2002, a densidade populacional (em 2002) e a taxa de emprego relacionada à intensidade do deslocamento.
| Comuna                    | População (2010-12-31) [hab.] | Área (2011-01-01) [km²] | Densidade populacional [hab./km²] |
| ------------------------- | ----------------------------- | ----------------------- | --------------------------------- |
| Lublin                    | 348450                        | 147,45                  | 2363,17                           |
| comuna de Garbów          | 8977                          | 102,62                  | 87,48                             |
| comuna de Głusk           | 8579                          | 64,25                   | 133,53                            |
| comuna de Jabłonna        | 7695                          | 131,21                  | 58,65                             |
| comuna de Jastków         | 13088                         | 113,13                  | 115,69                            |
| comuna de Konopnica       | 11870                         | 93,07                   | 127,54                            |
| comuna de Ludwin          | 5128                          | 122,17                  | 41,97                             |
| comuna de Łęczna          | 24502                         | 75,14                   | 326,08                            |
| comuna de Mełgiew         | 8970                          | 94,85                   | 94,57                             |
| comuna de Milejów         | 9250                          | 116,54                  | 79,37                             |
| comuna de Niedrzwica Duża | 11429                         | 106,73                  | 107,08                            |
| comuna de Niemce          | 17678                         | 141,11                  | 125,28                            |
| comuna de Piaski          | 10637                         | 169,86                  | 62,62                             |
| comuna de Spiczyn         | 5503                          | 83,15                   | 66,18                             |
| comuna de Strzyżewice     | 7651                          | 108,79                  | 70,33                             |
| Świdnik                   | 39851                         | 20,35                   | 1958,28                           |
| comuna de Trawniki        | 9141                          | 84,16                   | 108,61                            |
| comuna de Wojciechów      | 5903                          | 80,79                   | 73,07                             |
| comuna de Wólka           | 10507                         | 72,75                   | 144,43                            |
| Total (aglomeração)       | 564809                        | 1928,12                 | 292,93                            |

### Conceito de Paris 2008
Em 2008, Jerzy Jan Parysek apresentou um conceito segundo o qual a aglomeração de Lublin consiste em: Lublin, Świdnik, Łęczna e Wólka. Ele destacou que o aglomerado está em fase inicial de desenvolvimento, e sua área é habitada por 0,5 milhão de pessoas.

### Outros conceitos
Outros conceitos de aglomeração, área funcional, complexo urbano de Lublin:
- Segundo o programa da Rede Europeia de Observação para o Desenvolvimento e Coesão Territorial (ESPON), a Área Urbana Funcional de Lublin (FUA) em 2002 era habitada por 451 000 pessoas[6]
- Conforme o Eurostat em 2001 (LUZ Lublin, em inglês: Larger Urban Zone) — 651 518 habitantes e uma área de 2 883,32 km²,[7][8] dados também adotados por T. Markowski[9]
- Consoante o Eurostat em 2004 (LUZ Lublin, em inglês: Larger Urban Zone) — 652.642 habitantes e uma área de 2 883,32 km².[8][7]

## Área Metropolitana de Lublin

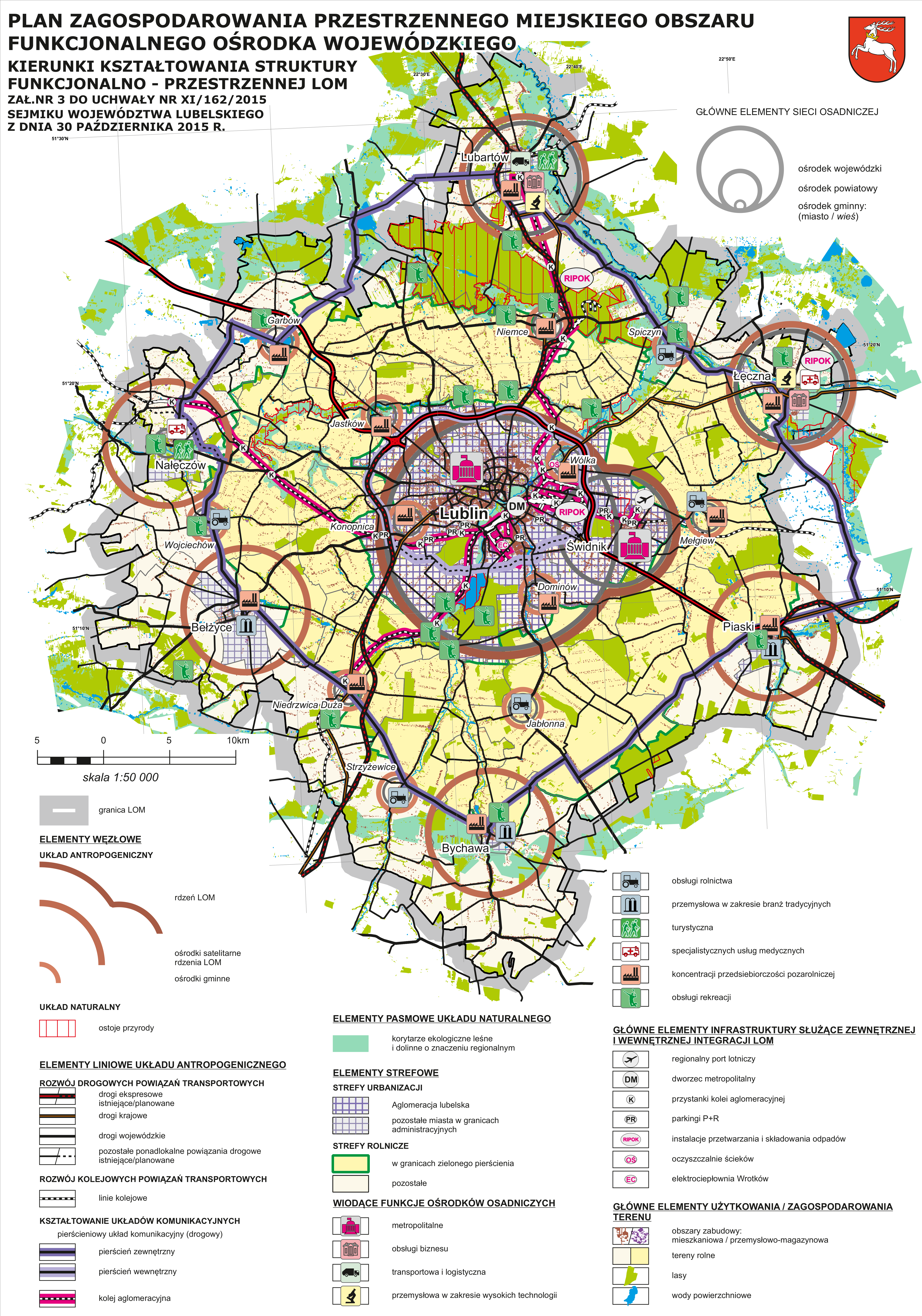
Direções para moldar a estrutura funcional e espacial da Área Metropolitana de Lublin (2015)

Em 7 de junho de 2008, o prefeito de Lublin e representantes dos governos locais da área de 4 condados: Lublin, Lubartów, Łęczyński e Świdnica assinaram um acordo que regulamentou as regras de aplicação e implementação conjunta do projeto “Área Metropolitana de Lublin — Amiga do Investidor”. O principal objetivo do projeto era construir uma parceria entre Lublin e os governos locais das unidades locais, com a intenção de promover sua área como um local atraente para investimentos. A área dos governos locais do acordo de parceria foi definida como a “Área Metropolitana de Lublin”.
Lublin e Świdnik estão localizadas no centro da aglomeração. Num raio de aproximadamente 30 km do núcleo, existem 24 comunas, incluindo 6 cidades satélites (Bełżyce, Bychawa, Lubartów, Łęczna, Nałęczów, Piaski). Processos de aglomeração estão se desenvolvendo nessa área. Conforme as estatísticas de 2014, Lublin e quatro condados vizinhos tinham uma população de 712 000 habitantes.
No “Estudo de Urbanização da Área Metropolitana de Lublin” de 2009, além da Área Metropolitana de Lublin, as seguintes comunas também foram examinadas: Fajsławice (pertencente ao condado de Krasnystaw), Kurów, Markuszów e Nałęczów (pertencente ao condado de Puławy). Os autores do estudo apresentaram três variantes de delimitação da Área Metropolitana de Lublin e optaram pela última. Segundo com este conceito, a Área Metropolitana de Lublin incluiria 22 comunas: Lublin e Świdnik (como o núcleo da Área Metropolitana de Lublin), apenas a cidade e a comuna rural de Lubartów no condado de Lubartów, as comunas de Łęczna, Milejów, Puchaczów e Spiczyn no condado de Świdnica, as comunas de Piaski e Mełgiew, no condado de Świdnica, todo o condado de Lublin, exceto as comunas de Borzechów, Krzczonów, Wysokie e Zakrzew, e a comuna de Nałęczów. A população dessa aglomeração delimitada era de aproximadamente 516 000 habitantes.
A Área Metropolitana de Lublin não trouxe os resultados esperados em termos de cooperação viva entre as comunas. Também havia falta de experiência anterior em cooperação entre governos locais. A necessidade de ações conjuntas foi parcialmente compensada pela implementação de Investimentos Territoriais Integrados, que abrangeram 1/3 dos municípios da Área Metropolitana de Lublin.